# Cantó de Gy
El cantó de Gy és un cantó francès del departament de l'Alt Saona, situat al districte de Vesoul. Té 20 municipis i el cap és Gy.

## Municipis
- Autoreille
- Bonnevent-Velloreille
- Bucey-lès-Gy
- La Chapelle-Saint-Quillain
- Choye
- Citey
- Étrelles-et-la-Montbleuse
- Frasne-le-Château
- Gézier-et-Fontenelay
- Gy
- Montboillon
- Oiselay-et-Grachaux
- Vantoux-et-Longevelle
- Vaux-le-Moncelot
- Velleclaire
- Vellefrey-et-Vellefrange
- Vellemoz
- Velloreille-lès-Choye
- Villefrancon
- Villers-Chemin-et-Mont-lès-Étrelles

## Història
| Data d'elecció                           | Identitat       | Partit                    | Qualitat |
| ---------------------------------------- | --------------- | ------------------------- | -------- |
| 1945-1976                                | M. Godard       | RI, després divers gauche |          |
| 1976-1982                                | Paul Cheviet    | PS                        |          |
| 1982-1988                                | Christian Jalet | RPR                       |          |
| 1988-                                    | Paul Cheviet    | Divers gauche             |          |
| les dades anteriors no són pas conegudes |                 |                           |          |
|                                          |                 |                           |          |

## Demografia
| A partir de 1990: Població sense dobles comptes |